# 阿赫尔 (莱里达省)
阿赫尔（西班牙語：Áger）是西班牙加泰罗尼亚莱里达省的一个市镇。 总面积161平方公里，总人口516人（001年），人口密度3人/平方公里。